# Schefflera vasqueziana
Schefflera vasqueziana är en araliaväxtart som beskrevs av Hermann August Theodor Harms. Schefflera vasqueziana ingår i släktet Schefflera och familjen araliaväxter.
Artens utbredningsområde är Colombia. Inga underarter finns listade.